# Terrified (album)
Terrified è il settimo album in studio della heavy metal band statunitense Quiet Riot pubblicato il 19 luglio 1993 per l'Etichetta discografica Moonstone Records.

## Il disco
Dopo il flop ottenuto con il precedente Quiet Riot (1988) con Paul Shortino, ed il conseguente scioglimento, la band si riunì nel 1991 con la vecchia formazione quasi al completo (eccetto il nuovo bassista Kenny Hillery), cercando di farsi strada durante il periodo buio dei primi anni novanta, dove le tendenze del periodo erano dominate dall'alternative rock ed in particolare dal fenomeno grunge. I musicisti esterni che parteciparono alle sessioni, furono Bobby Rondinelli (ex batterista dei Rainbow e Terrified), e Chuck Wright, che aveva registrato con la band QRIII, ma aveva collaborato alle incisioni di un paio di album. I due dischi precedenti, dalle sonorità fortemente melodiche, non ottennero riscontri positivi, mentre lo stile di questo nuovo disco si rivelò generalmente meno orecchiabile, nonostante il vecchio sound tipico sia ben riconoscibile. Essendo stati ormai abbandonati dalle major, i QR non si sentirono più obbligati a seguire delle linee musicali imposte, che avrebbero dovuto riscuotere maggior successo commerciale, dando quindi alla luce un disco dalle sonorità più cupe e meno melodiche, accantonando completamente il sound di origine pop metal, ormai tramontato. Non manca l'ennesima cover, in questo caso un brano dei The Small Faces, gruppo dell'idolo di DuBrow Steve Marriott (non era la prima volta che ripresero un brano del gruppo). La traccia in questione è "Itchycoo Park", noto brano del gruppo britannico. Nonostante l'album non fosse stato ben accolto, anche a causa del cambio di tendenze musicali e della mancata sponsorizzazione, vanta alcuni buoni brani come il già citato, la opener "Cold Day in Hell" o "Little Angel", da cui verrà estratto un singolo. Tuttavia l'album passerà inosservato, e tra i pochi brani del disco che saranno proposti ai concerti futuri, sarà proprio la cover dei The Small Faces "Itchycoo Park". In seguito, DuBrow in un'intervista dichiarò che Terrified fu il suo album preferito nella storia del Quiet Riot.

## Tracce
1. Cold Day in Hell (Banali, Cavazo, DuBrow, Hillery) - 6:03
2. Loaded in Gun (Cavazo, DuBrow) - 6:20
3. Itchycoo Park (cover dei The Small Faces) - 3:56
4. Terrified (Arkenstone) - 4:13
5. Rude Boy (DuBrow, Manning) - 5:50
6. Dirty Lover (DuBrow) - 5:44
7. Psycho City (Du'Brow, Manning) - 6:00
8. Rude, Crude Mood (DuBrow, Mann-Dude, Paris) - 3:45
9. Little Angel (Arkenstone, Priest) - 3:58
10. Resurrection (Cavazo) - 6:10
11. Wishing Well (bonus track per il Giappone - cover dei Free)

## Formazione
- Kevin DuBrow: Voce
- Carlos Cavazo: Chitarra
- Kenny Hillery: Basso
- Frankie Banali: Batteria

### Altri musicisti
- Bobby Rondinelli - batteria
- Chuck Wright - cori nella traccia 2